# Al-Bireh
al-Bireh, al-Birah ou el-Bira (arabe : البيرة) est une ville palestinienne adjacente à Ramallah au centre de la Cisjordanie, à 15 km au nord de Jérusalem. La ville est située à une altitude de 884 mètres approximativement.
Selon le Bureau palestinien des statistiques, al-Bireh avait une population de 38 202 en 2007. Le maire de la ville est Fawzi Abed qui a été élu en 2012.

## Étymologie
Son nom signifie « l'eau de puits ». On dit que l'origine de ce mot dérivé de Be'rot (français : Beéroth), un mot cananéen. Beéroth est mentionné dans la Bible.

## Histoire
On dit que la ville d'al-Bireh a été fondée en 3500 av. J.-C. approximativement à l'époque cananéenne,.
Les croisés ont capturé et ont appelé la ville Birra. Ils ont construit un château, une église et un hospice là. Les deux derniers bâtiments ont été construits par les Templiers en 1146 et ont appartenu à l'église du Saint-Sépulcre. L'Ayyoubides sous le règne de Saladin a fait démarrer les croisés de Birra quand ils ont reconquis la Palestine intérieure après la bataille de Hattin en 1187 et ont démoli complètement la ville. Yaqout al-Rumi mentionne de voir les ruines quelquefois pendant ses voyages dans la région. En approchant de la fin de règle d'Ayyoubides, en 1280, la ville moderne d'al-Bireh était un village habité. L'Ayyoubides a construit une mosquée dans la ville consacrée à Omar ibn al-Khattab adjacent aux ruines de l'église. Jusqu'en 1917, la ville a servi de centre politique et administratif pour l'Empire ottoman.
Le 6 juin 1967, les troupes israéliennes ont pris le contrôle de la ville pendant la guerre des Six Jours. En 1994, l'administration civile de la ville a été retournée à l'autorité palestinienne selon les accords d'Oslo.

## Démographie
al-Bireh avait une population de 1 479 en 1922. En 1931, La ville comptait 2 292 habitants. Le nombre est passé à 2 920 en 1945.
Selon le Bureau palestinien des statistiques, al-Bireh avait une population de 27 856 en 1997 dont la répartition par sexe était 50 % masculine et 50 % féminine exactement. En 2007, la ville comptait 38 202.

## Éducation
La première école dans la ville a été fondée en 1908 et la première école de filles a été fondée en 1927.
Il y a trois types d'écoles dans la ville :
1. Les écoles publiques, comme l'école secondaire hachémite des garçons et l'école espagnole de filles.
2. Les écoles privées, comme l'école académique palestinienne, l'école islamique des garçons, l'école islamique des filles et l'école palestinienne américaine.
3. Les écoles affiliées à l'UNRWA, comme l'école des garçons d'am'ari et l'école des filles d'am'ari[14].

## Sport
La construction de l'Al-Bireh international stadium a été terminée en 2010. Elle a été financée par la France, la banque allemande de développement, l'Agence de développement des Nations unies et la FIFA. À un coût de 3 millions d'euros.
Le Centre palestinien du judo, du karaté et d'aérobic est situé à al-Bireh
.

## Jumelages
- Youngstown (Ohio) (États-Unis)
- Gennevilliers (France)[18]
- Durban (Afrique du Sud)[18]
- Fort Lauderdale (États-Unis)

## Résidents remarquables
- Ahmad Saadat (1953-), homme politique palestinien (emprisonné en Israël actuellement)[19].
- Khalida Jarrar, (1963-), femme politique palestinienne (actuellement pas emprisonnée par Israël)